# 光甘草定
光甘草定是一种有机化合物，分子式C
20H
20O
4，属于異黃酮類化合物，存在于光果甘草（Glycyrrhiza glabra）根的提取物中，可作为化妆品成分。